# Xestia tabiola
Xestia tabiola är en fjärilsart som beskrevs av Butler. Xestia tabiola ingår i släktet Xestia och familjen nattflyn. Inga underarter finns listade i Catalogue of Life.